# Julien Renson
Julien Marie Edouard Ghislain Renson (Dinant, 22 juli 1846 - Elsene, 11 april 1886) was een Belgisch volksvertegenwoordiger.

## Levensloop
Renson was een zoon van Julien Renson en Françoise Wiamé. Hij trouwde met Marie-Caroline Petre. Hij was handelaar van beroep.
In 1884 werd hij volksvertegenwoordiger voor het arrondissement Brussel, in opvolging van de liberaal Paul Janson. Hij stond als 'onafhankelijke' bekend. Twee jaar later overleed hij en werd hij opgevolgd door de liberaal Karel Buls.